# Mike Chernoff
Pour les articles homonymes, voir Chernoff.
Mike Chernoff (né en 1980 ou 1981) est le directeur général des Indians de Cleveland, un club de la Ligue majeure de baseball.

## Biographie
Mike Chernoff grandit à Livingston, dans le New Jersey. Son père, Mark Chernoff, est le vice-président de la programmation de la radio sportive WFAN à New York.
Diplômé en 2003 de l'université de Princeton et ancien joueur de baseball à la position d'arrêt-court pour les Tigers de Princeton, Mike Chernoff occupe son premier emploi dans le domaine du baseball professionnel dans les départements d'opérations baseball et de marketing des Mets de New York de la MLB entre sa première et sa deuxième année d'études. Il frappe pour ,281 de moyenne au bâton en deux saisons complètes pour les Tigers.
Chez les Indians de Cleveland de la Ligue majeure de baseball, d'abord comme simple stagiaire en 2003 avant de gravir les échelons.
De 2010 à 2015, Chernoff est assistant au directeur général des Indians, Chris Antonetti. Lorsque ce dernier est promu au poste de président des opérations baseball des Indians le 6 octobre 2015, la place de directeur général passe à Chernoff.